# Takeo Matsubara
Takeo Matsubara (松原武生 Takeo Matsubara), né le 3 avril 1921 et mort le 15 décembre 2014, est un physicien japonais. Matsubara a proposé une méthode de mécanique statistique liée à la fonction de Green dans le problème à N corps (many-body quantum physics), en appliquant des techniques quantiques de la théorie des champs à la physique statistique.
Il est diplômé de Osaka Université Impériale, et a travaillé comme professeur titulaire à l'Université d'Hokkaido, l'Université de Kyoto, et Université des sciences d'Okayama. Il est lauréat du prix Nishina en 1961, et a pris la direction de la Société physique du Japon.
Ses recherches portent sur les matériaux diélectriques, la supraconductivité et la superfluidité. Il a écrit divers manuels de physique en japonais.